# Echidnopsis angustiloba
Echidnopsis angustiloba là một loài thực vật có hoa trong họ La bố ma. Loài này được E.A.Bruce & P.R.O.Bally mô tả khoa học đầu tiên năm 1941.